# Cancionero sin nombre
Cancionero sin nombre es el primer poemario del escritor chileno Nicanor Parra, publicado originalmente en 1937 en la Editorial Nascimento.
En 1938 esta obra obtuvo el Premio Municipal de Santiago. Ese mismo año, la poeta Gabriela Mistral visitó Chillán, ciudad adonde había regresado el autor el año anterior, y se refirió a éste como «el futuro poeta de Chile». En dicha ceremonia, Parra le dedicó su poema «Canto a la escuela», que se publicó al año siguiente en la antología 8 nuevos poetas chilenos.
Este libro está dedicado a los poetas Omar Cerda, Carlos Pedraza, Jorge Millas, Jorge Cáceres, Victoriano Vicario, Luis Oyarzún y Carlos Guzmán.

## Estructura
El libro está conformado por los siguientes poemas:
1. El matador
2. Valparaíso, toro de niebla
3. Péndulo
4. Remolino interior
5. Trompo
6. Asesinato en el alba
7. Jazmín de muerte
8. Margarita, quiero matar al río
9. Lance
10. El novio rencoroso
11. Tonada fundamental
12. El novio se muere por su prima
13. El vestido (Poema en dos capítulos)
14. La niña Chela
15. Pregunta del marido deficiente
16. Batalla entre la madre y el hijo taimado
17. Remolino sentimental
18. Suicidio violento
19. Adivinanza del estero
20. La espuela perdida
21. La niña buena
22. El gato muerto
23. Presagio
24. La niña testaruda
25. La niña engañada

## Estilo
En este libro Parra utiliza la métrica del romance, que conoció gracias a la educación tradicional campesina de su infancia. Los poemas tienen un desarrollo narrativo y la voz tiende a ser activa, como si se tratase de un personaje. Es recurrente también el uso de la personificaciones y metáforas referidas a la naturaleza (específicamente el campo chileno) y la religión (santos, ángeles, sacerdotes). La atmósfera de los poemas es onírica y de escasa densidad dramática. En ellos se puede apreciar una clara influencia de Romancero gitano (1928) de Federico García Lorca, si bien aquí Parra hace uso del humor, el «desparpajo» y el juego.

## Recepción y reconocimientos

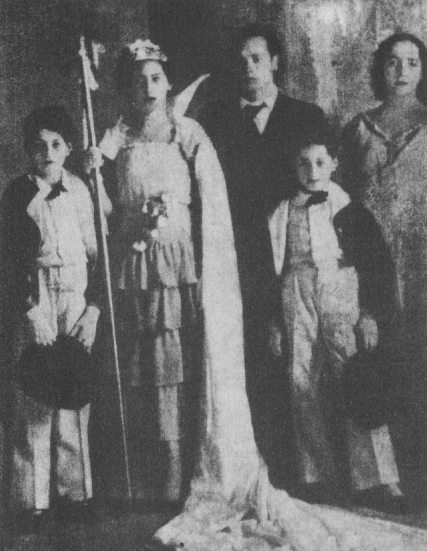
Nicanor Parra en 1938 en las fiestas primaverales de Chillán, como poeta laureado por Cancionero sin nombre. Fotografía incluida en la primera edición de Obra gruesa (1969).

Este poemario le valió a Parra la obtención en 1938 del Premio Municipal de Santiago, así como excelentes comentarios de la poeta Gabriela Mistral, quien unos años más tarde ganaría el Premio Nobel de Literatura. Como resultado de este premio municipal, Parra fue incluido en la antología 8 nuevos poetas chilenos (1939), publicada por la Sociedad de Escritores de Chile, con un breve prefacio de Tomás Lago. Esta antología se publicó en respuesta crítica a los incipientes surrealistas del Grupo La Mandrágora.

## La obra marginada
Este libro fue escrito por un Nicanor Parra de veintitrés años, literariamente inmaduro y que todavía no había tenido la oportunidad de viajar a las grandes ciudades que ampliarían sus herramientas creativas. El propio autor decidió marginarla del resto de su obra, excluyéndola de su primera antología personal, Obra gruesa (1969), e impidiendo que volviese a ser reeditada después de 1937. Casi setenta años más tarde, en 2006, volvió a aparecer en Obras completas & algo + (1935-1972), dentro de una sección aparte titulada «Los trapos al sol», que evidencia su condición de obra marginal. Pese a lo anterior, Parra al menos destaca los desafiantes dos primeros versos de la obra: «Déjeme pasar, señora / que voy a comerme un ángel».